# Bell YOH-4
Bell YOH-4 (původně YHO-4) byl jednomotorový jednorotorový vrtulník vyvinutý v rámci programu Light Observation Helicopter (LOH) US Army. Ačkoliv YOH-4A v původní soutěži LOH neuspěl, společnost Bell jej překonstruovala na uhlazenější Bell 206A JetRanger pro komerční trhy, kde se dočkal okamžitého a trvajícího úspěchu. V roce 1967 byla armádou soutěž LOH znovuotevřena a jako její vítěz byl vybrán OH-58 Kiowa, vycházející z modelu 206A.

## Vývoj
Námořnictvo Spojených států amerických se 14. října 1960 obrátilo na 25 leteckých výrobců s žádostí o předložení projektů pro armádní lehký pozorovací vrtulník (Light Observation Helicopter, LOH). Společnost Bell do soutěže vstoupila spolu s dalšími dvanácti výrobci, včetně společností Hiller Aircraft a Hughes Tool Co., Aircraft Division. V lednu 1961 Bell předložil projekt označený Design 250 (D-250), který posléze získal označení YHO-4. 19. května 1961 byly projekty Bell a Hiller označeny za vítěze soutěže.

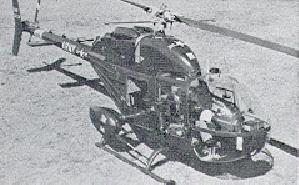
YOH-4A během soutěže LOH

Bell v roce 1962 vyrobil pět prototypů D-250, pod označením Model 206, z nichž první byl zalétán 8. prosince 1962. Ještě téhož roku začala být všechna letadla amerických ozbrojených sil označována podle jednotného systému, takže prototypy získaly nové označení YOH-4A. YOH-4A začaly také být známy pod přezdívkou Ugly Duckling (ošklivé káčátko), v kontrastu s ostatními prototypy účastnícími se soutěže. Po letových zkouškách typů společností Bell, Fairchild-Hiller a Hughes byl v květnu 1965 jako vítěz soutěže vybrán Hughes OH-6.
Po neúspěchu v získání vojenské zakázky se Bell pokoušel Model 206 nabízet na komerčních trzích, ale nedosáhl s ním prodejního úspěchu. Průzkumem trhu společnost zjistila, že potenciální zákazníky odrazoval zejména vzhled trupu. Bell proto posléze překonstruoval drak do uhlazenější a estetičtější podoby, a uvedl jej na trh jako model 206A JetRanger.

## Varianty

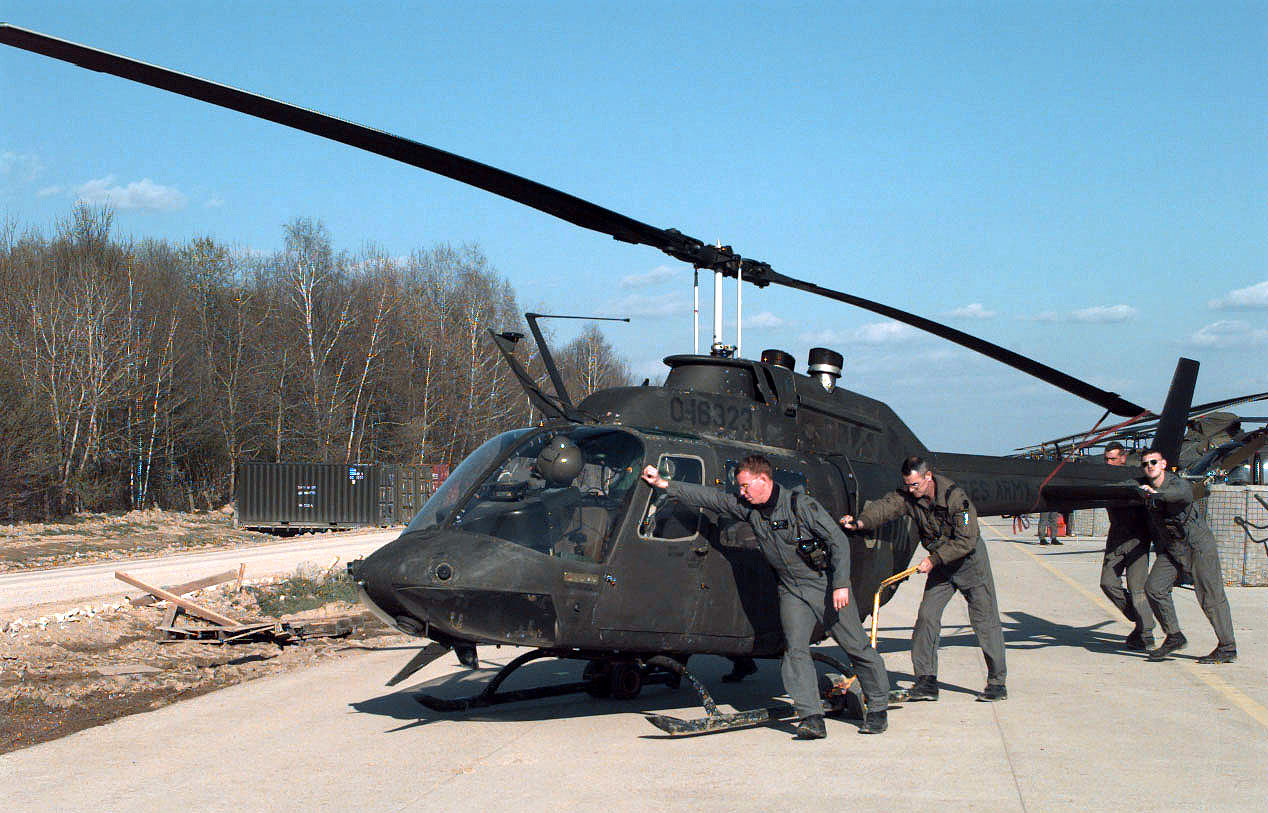
Bell OH-58 Kiowa

YHO-4
Původní provedení Bell 206 s motorem T63-A-5 o výkonu 250 shp. Pro potřeby armádních zkoušek vyrobeno 5 kusů.
YOH-4A
Pozdější označení YHO-4.

## Uživatelé
- Spojené státy americké
  - Armáda Spojených států amerických

## Zachované exempláře
Jediný zachovaný OH-4A, sériového čísla 62-4202, je skladován v armádním leteckém muzeu ve Fort Rucker v Alabamě.

## Specifikace
Údaje podle U.S. Army Aircraft Since 1947

### Technické údaje
- Osádka: 1 (pilot)
- Kapacita: 3 cestující nebo 2 ležící ranění
- Délka: 11,79 m (38 stop a 8 palců)
- Průměr nosného rotoru: 10,13 m (36 stop a 3 palce)
- Výška: 2,69 m (8 stop a 10 palců)
- Prázdná hmotnost: 697 kg (1 536 liber)
- Maximální vzletová hmotnost: 1 150 kg (2 537 lb)
- Pohonná jednotka: 1 × turbohřídelový motor Allison T63-A-5
- Výkon pohonné jednotky: 186 kW (250 shp)

### Výkony
- Maximální rychlost: 217 km/h (117 uzlů, 135 mph)
- Cestovní rychlost: 179 km/h (96 uzlů, 111 mph)
- Dolet: 455 km (246 nm, 283 mil)
- Dostup: 6 100 m (20 000 stop)